# غابرييل أراندا
غابرييل أراندا (بالإسبانية: Gabriel Aranda)‏ هو لاعب كرة قدم أرجنتيني في مركز الدفاع، ولد في 16 أبريل 2001 في إيزيزا في الأرجنتين.